# Булза
Булза (рум. Bulza) — село у повіті Тіміш в Румунії. Входить до складу комуни Марджина.
Село розташоване на відстані 338 км на північний захід від Бухареста, 88 км на схід від Тімішоари, 134 км на південний захід від Клуж-Напоки.

## Населення
За даними перепису населення 2002 року у селі проживали 34 особи, усі — румуни. Усі жителі села рідною мовою назвали румунську.